# Anemia emolitica microangiopatica
In medicina l'anemia emolitica microangiopatica, in inglese Microangiopathic Haemolytic Anemia (MAHA), è una patologia che interessa i piccoli vasi sanguigni con perdita di globuli rossi a causa della loro distruzione, causata da fattori contenuti nei piccoli vasi. È identificabile dalla presenza di anemia e dalla individuazione di schistociti all'esame microscopico dello striscio di sangue.

## Presentazione
È definita anche come "anemia del corridore", "anemia del podista" o "anemia dell'atleta". 
Nelle malattie come la sindrome uremica emolitica, la coagulazione intravascolare disseminata, la porpora trombotica trombocitopenica, come anche nelle ipertensioni maligne, la superficie endoteliale dei piccoli vasi è danneggiata con conseguente deposizione di fibrina e aggregazione di piastrine. 
Non appena gli eritrociti passano attraverso questi vasi danneggiati, si frammentano, provocando una emolisi intravascolare. I risultanti schistociti sono fortemente captati per la loro distruzione dal sistema reticoloendoteliale nella milza, a causa dei loro stretti passaggi attraverso i lumi dei vasi ostruiti. È osservato nel Lupus eritematoso sistemico perché gli immunocomplessi si aggregano con le piastrine creando trombi intravascolari.
Analisi automatiche permettono di evidenziare i frammenti di globuli rossi o schistociti.

## Fisiopatologia
In tutti i casi, il meccanismo della MAHA è la formazione di una rete di fibrina a causa dell'aumentata attivazione del sistema di coagulazione. Gli eritrociti sono fisicamente tagliati da questa rete proteica e i frammenti sono identici agli schistociti visti al microscopio ottico a luce trasmessa.

## Diagnosi
L'anemia emolitica microangiopatica determina un aumento isolato dei livelli sierici di bilirubina. È presente iperbilirubinemia non coniugata superiore al 15%. Le diagnosi differenziali sono l'uso di rifampicina o probenecid, disturbi ereditari come la sindrome di Gilbert e altri disturbi emolitici.

## Cause
Le cause della condizione possono essere:
- Coagulazione intravascolare disseminata
- Sindrome di HELLP
- Porpora trombotica trombocitopenica
- Sindrome emolitica uremica
- Ipertensione maligna
- Sclerodermia (crisi renale)
- Valvole cardiache malfunzionanti (chiamata "sindrome di Waring Blender")
- Sindrome di Kasabach-Merritt
- Inserimento di corpi estranei
- Farmaci (ad esempio chemioterapia per il cancro)
- altre malattie: eclampsia, rigetto dell'allotrapianto renale, emoglobinuria parossistica notturna, sclerodermia e vasculiti come poliarterite nodosa e granulomatosi con poliangioite, sindrome antifosfolipidica.

## Trattamento
Le piastrine e il crioprecipitato sono controindicati poiché facilitano la formazione di coaguli e la lisi dei globuli rossi.